# Narasapuram
Narasapuram (ou Narsapur) est une ville du district du Godavari occidental, dans l’État indien d’Andhra Pradesh.
La ville est située sur les rives de la rivière Vasista Godavari. L’industrie de la dentelle est répandue dans la ville et ses environs.